# And Then We Kiss
"And Then We Kiss" é uma canção da artista americana Britney Spears. A canção foi escrita por Spears, Mark Taylor e Paul Barry, enquanto foi produzida por Taylor para o In the Zone (2003). Esta versão incluiu uma vibe electronica e vocais proeminentes de Spears. A canção foi remixada por Junkie XL para o seu álbum de remix B in the Mix: The Remixes (2005). O remix foi lançado como single promocional do álbum na Austrália e na Nova Zelândia, levando alguns a acreditar que era a única versão da canção. A versão original produzida por Taylor vazou na internet em setembro de 2011.
O remix de Junkie XL para "And Then We Kiss" é uma canção euro-trance com influências do techno e o uso de guitarras de dance-rock, sintetizadores e corda sinfônica. A letra da canção fala sobre o beijo e os sentimentos envolvidos enquanto dura, incluindo tremedeira, choro e gemidos. Junkie XL explicou que ele queria fazer uma versão de 2006 da canção "Enjoy the Silence" da banda Depeche Mode. Junkie XL recebeu opiniões positivas dos críticos por seu remix, com alguns percebendo seu potencial para ser um hit nas rádios ou clubes. A canção não apareceu em nenhuma parada oficial, porém conseguiu atingir a posição de número quinze na Billboard Hot Dance Airplay (EUA). A canção também está presente no jogo Dance Dance Revolution Supernova 2 (2007).

## Antecedentes
"And Then We Kiss" foi escrita por Spears, Mark Taylor e Paul Barry, enquanto foi produzida por Taylor. A canção foi gravada nas mesmas sessões que "Breathe on Me", e foi originalmente planejada para o álbum In the Zone (2003). A versão produzida por Taylor apresenta uma vibe electronica semelhante a Ray of Light (1998) de Madonna, e contém uma guitarra flamenca com vocais proeminentes de Spears. "And Then We Kiss" estava confirmada para o disco bônus do seu DVD Britney & Kevin: Chaotic (2005), mas foi substituída por "Over to You Now" por razões desconhecidas.
A canção foi remixada por Junkie XL e lançada em seu álbum de remix B in the Mix: The Remixes (2005). Nos créditos do álbum, tanto Taylor quanto Junkie XL foram listados como os produtores da música. Todos os instrumentos, incluindo guitarra, baixo, sintetizadores e bateria foram tocados por Junkie XL. A masterização de áudio foi feito por Harper Chaz na Battery Mastering. Em setembro de 2005, foi anunciado pela revista Billboard que o remix serviria como a canção-tema para a campanha publicitária da fragrância de Spears, Fantasy. O Junkie XL Remix foi lançado como single promocional do B in the Mix: The Remixes na Austrália e na Nova Zelândia em 31 de outubro de 2005, levando alguns a acreditar que era a única versão da canção. A versão da canção produzida por Taylor, permaneceu guardada durante anos, até que uma versão da canção descrita como a versão original da mesma, vazou na internet em 2 de setembro de 2011. Após sugestões de que essa versão fosse falsa, Taylor confirmou a sua autenticidade para Bradley Stern do Muumuse.com em 5 de setembro de 2011.

## Composição
"And Then We Kiss" tem quatro minutos e vinte e oito segundos de duração. Contém influências do euro-trance, techno e o uso de sintetizadores. A mistura da música é de guitarras como dance-rock e cordas sinfônicas, e termina com um subtexto de orquestra. Suas letras falam sobre um beijo e as diferentes sensações que as pessoas envolvidas sentem, fazendo a pessoa tremer, chorar e gemer. No início ela canta as linhas "Lying alone / touching my skin" o que sugere que toda a canção pode realmente ser apenas uma fantasia. Os vocais de Spears estão muito menos proeminentes do que na versão original. Em uma entrevista ao About.com, Junkie XL disse que queria transformar a canção "numa versão 2006 de 'Enjoy the Silence', com batidas eletrônicas realmente robustas e linhas de guitarra melódicas e agradáveis. Além do fato de que [Britney] canta sobre ela, poderia ser uma faixa do meu álbum, porque está na mesma vibe. Estou muito feliz com o resultado final e o público também".

## Recepção

### Opinião da crítica

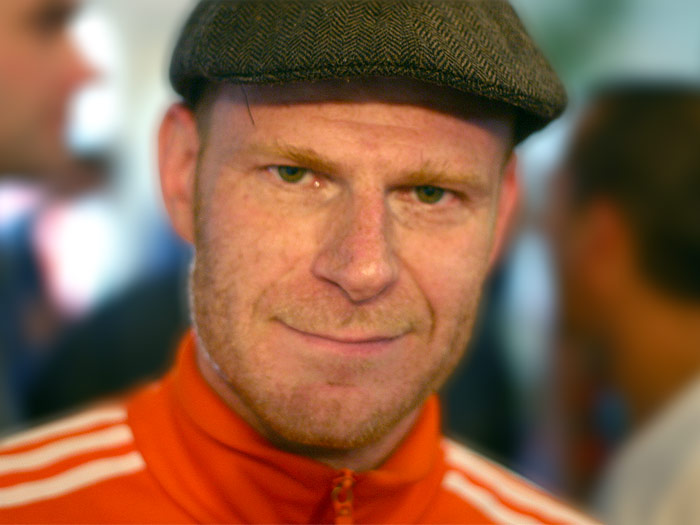
Junkie XL remixou "And Then We Kiss" para B in the Mix: The Remixes.

O remix feito por Junkie XL recebeu opiniões positivas dos críticos de música contemporânea. Jennifer Vineyard da MTV declarou que a canção "tem potencial para ser um hit nas rádios ou em clubes - se a Jive estivessem promovendo ativamente o álbum". Barry Walters da Rolling Stone comentou que a canção "traz uma mistura simpática de cordas sinfônicas e guitarras de dance-rock". Spence D. do IGN notou que Junkie XL fez "um remix com uma amostra discreta do synthpop". Para sua revisão do B in the Mix: The Remixes, Kurt Kirton da About.com disse que "And Then We Kiss" e outros remixes como "Toxic", "Touch of My Hand", "Someday (I Will Understand)" e "...Baby One More Time", "são únicos", enquanto na revisão do Yahoo! Shopping considerou a canção "sonhadora".  Gregg Shapiro do Bay Area Reporter deu à canção uma crítica negativa, dizendo, "há muitas falhas na voz de Britney, uma voz esganiçada, inexpressiva e mecânica são muito bem reparados [na canção]."

### Performance comercial
"And Then We Kiss" não foi oficialmente lançada como single promocional nos Estados Unidos, sendo assim, sendo inelegível para fazer sua estreia na Billboard Hot 100. Porém, discos de vinis promocionais foram enviados para estações de rádio, que começaram a tocar a canção sem permissão e assim, ganhando notoriedade no país para fazer sua estreia na Hot Dance Airplay da Billboard no início de 2006. Estreou na posição de número 25 em 25 de fevereiro, a tingindo a posição de número 23 na semana seguinte. Mais tarde, depois de passar cinco semanas na parada, alcançou a posição de número quinze na semana de 25 de março. "And Then We Kiss" passou onze semanas na tabela, fazendo sua última aparição na semana de 6 de maio de 2006. Mesmo tendo sido lançada promocionalmente na Austrália e Nova Zelândia, "And Then We Kiss" falhou em conseguir sua estreia nas tabelas musicais dos países.

## Lista de faixas
- Download digital[6][7]

1. "And Then We Kiss" — 4:28

- Vinil de 12 polegadas[20]

1. "And Then We Kiss" (Junkie XL Remix) — 4:28
2. "And Then We Kiss" (Junkie XL Remix Instrumental) — 4:28
3. "And Then We Kiss" (Junkie XL Undressed Remix) — 4:41
4. "And Then We Kiss" (Junkie XL Undressed Remix Instrumental) — 4:41

## Créditos
- Britney Spears — vocais principais, compositor
- Michael Taylor — compositor
- Paul Barry — compositor
- Mark Taylor — produtor
- Junkie XL — produtor, remixer, todos os instrumentos
- Chaz Harper — masterização de áudio

Créditos adaptados do encarte de B in the Mix: The Remixes.

## Desempenho nas tabelas musicais
| País/Tabela (2006)                           | Melhor posição |
| -------------------------------------------- | -------------- |
| Estados Unidos (Billboard Hot Dance Airplay) | 15             |
| Israel (Media Forest)                        | 1              |
| Rússia (Tophit Airplay)                      | 12             |